# Sadio Kanouté
Sadio Kanouté (* 21. Oktober 1996 in Bamako) ist ein malischer Fußballspieler.

## Karriere

### Verein
Nachdem er von 2013 bis 2021 in seiner Heimat für Stade Malien gespielt hatte, wechselte er im Mai 20021 nach Libyen zu al-Ahli. Von dort zog es ihn aber bereits im August des Jahres weiter nach Tansania, wo er seitdem für den Simba SC spielt.

### Nationalmannschaft
Sein Debüt in der A-Nationalmannschaft hatte er in der Qualifikation für die Afrikanische Nationenmeisterschaft 2020 am 20. Oktober 2019 bei einem 2:0-Sieg über Mauretanien. Auch war er dann noch bei der erst im Jahr 2021 ausgetragenen Endrunde dabei, wo er es mit seiner Mannschaft bis ins Finale schaffte, welche dort am Ende Marokko mit 0:2 unterlag.